# Mentuhotep IV
Mentuhotep (IV) ( Hor Nebtawy) (... – 1991 a.C.) è stato un faraone appartenente alla XI dinastia egizia.

## Biografia
Questo sovrano non compare nella lista di Abido e neppure nel Canone Reale, che però inserisce 7 anni nel computo della lunghezza della dinastia. Questo fatto ha portato a ritenere che Mentuhotep IV sia stato un usurpatore malgrado il suo nome sia riportato nella Sala degli antenati di Thutmose III.
Il nome di Mentuhotep IV ricorre in un'iscrizione dell'Uadi Hammamat dove è chiamato figlio di Imi, forse una sposa secondaria del suo predecessore.
Nel secondo anno del suo regno inviò il suo visir Amenemhat, che sarà il suo successore, alle cave di arenaria dello Uadi Hammamat.
A questo sovrano viene attribuita la costruzione della fortezza di El-Gezira tra la 1ª e la 2ª cateratta del Nilo avente fa funzione di proteggere la pista che conduceva alle miniere d'oro di Berenice Pancrisia nello Uadi Allaqi.
La successione di Nebtawy presenta elementi complessi e poco chiari, per alcuni anni nelle regioni nubiane sotto controllo egiziano regnarono contemporaneamente tre pretendenti al trono che adottarono la tradizionale titolatura regale completa.
- Kakara Ini
- Ibkhenetra
- Segerseni

## Liste Reali
| N5 · nb | N16 · N16 |

| N5 · nb | N16 · N16 |

| N5 · nb | N16 · N16 |

| N5 · nb | N16 · N16 |

| N5 · nb | N16 · N16 |

| N5 · nb | N16 · N16 |

| N5 · nb | N16 · N16 |

| N5 · nb | N16 · N16 |

## Titolatura
| G5 |

| G5 |

| nb | N16 · N16 |

| nb | N16 · N16 |

| nb | N16 · N16 |

| nb | N16 · N16 |

| nb | N16 · N16 |

| nb | N16 · N16 |

| nb | N16 · N16 |

| nb | N16 · N16 |

| G16 |

| G16 |

| nb | N16 · N16 |

| nb | N16 · N16 |

| G8 |

| G8 |

| R8A · S12 |

| R8A · S12 |

| M23 · X1 | L2 · X1 |

| M23 · X1 | L2 · X1 |

| N5 · nb | N16 · N16 |

| N5 · nb | N16 · N16 |

| N5 · nb | N16 · N16 |

| N5 · nb | N16 · N16 |

| N5 · nb | N16 · N16 |

| N5 · nb | N16 · N16 |

| N5 · nb | N16 · N16 |

| N5 · nb | N16 · N16 |

| G39 | N5 |

| G39 | N5 |

| Y5 · n | V13 | w | R4 · t | p |

| Y5 · n | V13 | w | R4 · t | p |

| Y5 · n | V13 | w | R4 · t | p |

| Y5 · n | V13 | w | R4 · t | p |

| Y5 · n | V13 | w | R4 · t | p |

| Y5 · n | V13 | w | R4 · t | p |

| Y5 · n | V13 | w | R4 · t | p |

| Y5 · n | V13 | w | R4 · t | p |

## Altre Datazioni
| Autore        | Anni di regno         |
| ------------- | --------------------- |
| Malek         | 1987 a.C. - 1980 a.C. |
| von Beckerath | 1983 a.C. - 1976 a.C. |